# حالة اختطاف طفلة في ويلينغتون
كانت هناك حالة اختطاف واغتصاب لفتاة في السادسة من عمرها في مدينة ويلينغتون، نورث تينيسايد، إنجلترا، في 27 ديسمبر 2005، عندما أُختطفت وهي في الحمام.
أدين في وقت لاحق من الجريمة رجل محلي اسمه "بيتر فويسي"، وهو مذنب معروف، وحكم عليه بالسجن مدى الحياة.الطبيعة الجريئة للجريمة أثارت اهتمام وسائل الإعلام على نطاق واسع ومناشدة برنامج ساعة الجريمة. كما أثارت شرطة نورثمبيا وحدثت أكبر مطاردة في ذلك الوقت. كانت تأكيدات الشرطة بأن الجريمة كانت حالة اختطاف انتهازية من المنزل من قبل شخص غريب قد قوبلت في البداية بالشك، بالنظر إلى طبيعة الجريمة التي لا يمكن تصديقها. وأثارت إدانة فويسي أيضًا مراجعة لترتيبات الحماية العامة متعددة الوكالات، التي تحكم مراقبة المجرمين السابقين.